# Helen Gregory MacGill
Pour les articles homonymes, voir MacGill.
Helen Gregory MacGill (née Gregory, nommé Flescher après son premier mariage et nommée MacGill après son second mariage) (16 mars 1818-20 janvier 1892) est la première juge et la seule pendant de nombreuses années. Elle est également journaliste et militante du droit des femmes, dont le suffrage féminin. 

## Biographie
Née à Hamilton dans le Canada-Ouest, Helen Emma Gregory réalise une formation de baccalauréat de musique à l'université de Trinity College de Toronto. Obtenant églament une maîtrise de la même institution, affiliée à l'université de Toronto, elle est alors la seule femme inscription dans ses cours. Ce faisant, elle est donc la seule femme à parvenir à graduer dans cette matière au pays, mais égalment dans l'ensemble de l'Empire britannique,.

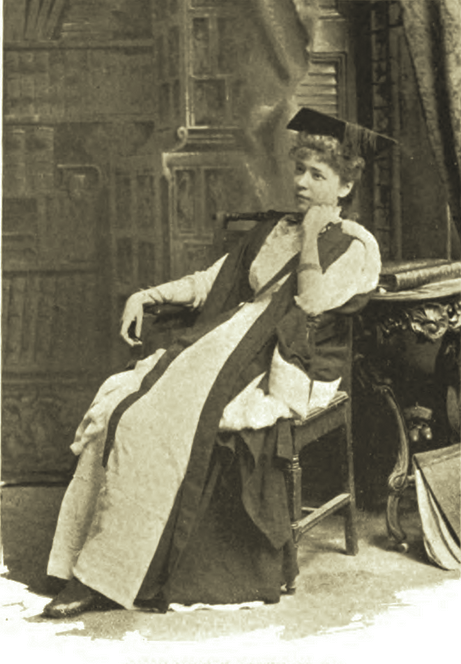
Helen Gregory Flesher

Initialement, elle se marie avec F.C. lee Flescher, mais ce dernier meurt à la suite d'une attaque au couteau d'un patient en 1901. Veuve avec deux enfantd, Eric (né en 1891) et Freddy (né en 1894). Elle épouse ensuite James Henry MacGill avec qui elle a deux filles, la docteure Helen MacGill Hughes (en) (née en 1903) et Elsie MacGill (née en 1905) qui est une pionnière de l'ingénierie aéronautique.

### Journaliste
En tant que correspondante pour le magazine Cosmopolitan, MacGill a eu comme première affectation un entretien avec le chef du parlement japonais. Elle écrit aussi plusieurs articles pour le Toronto Globle, ainsi que pour d'autres magazines et périodique dont le Vancouver Daily et le People's Magazine.

### Juge
Parmi ses rôles politiques et sociaux, MacGill s'implique surtout dans les réalités impactant la province. En tant que présidente du comité juridique du University Women’s Club, elle s'intéresse à la situation de la législation domestique. Cette situation l'amène à comprendre sa propre situation, ainsi l'amène à publier le livre Daughters, Wives and Mothers in British Columbia sur la situation des femmes au regard de la loi en Colombie-Britannique.
MacGill devient la première femme juge de la Colombie-Britannique en 1917 et la troisième au Canada. Elle siège à la cour juvénile de sa nomination à 1929 et également de 1934 à 1945. Après 23 ans de service, elle prend sa retraite à l'âge de 81 ans.
En tant que contribution, elle permet une meilleure étude de la délinquance juvénile. Elle travaille aussi à l'ajout d'améliorations du système de protection sociale.

### Féministe
En tant que féministe, MacGill rejetait le féminisme radical et croyait que le rôle de mère permettait aux Femmes de prendre plus aisément une part de la sphère sociale publique. Durant sa vie, elle milite pour le droit des Femmes, tel que le droit de vote et pour des changements inclusifs pour les femmes et les enfants lors des réformes juridiques.
Bien que son mari fût un sympathisant des Libéraux de Wilfrid Laurier, MacGill demeurait une conservatrice engagée.

### Dernières années
MacGill meurt à Chicago en février 1947 à l'âge de 83 ans,. Elle est inhumée au cimetière Mountain View (en) de Vancouver.

## Famille
Son grand-père maternel, était le procureur et juge Myles O'Reilly qui est impliqué dans la défense du groupe d'accusés à la suite de la rébellion du Haut-Canada en 1837.